# Iván Miranda
Iván Miranda (Lima, 8 de Março de 1980) é um tenista profissional peruano.
Seu melhor ranking de N. 104 pela ATP, é tambem representante da Equipe Peruana de Copa Davis.

## Simples (3)
| Legenda (Simples)      |
| Grand Slam (0)         |
| Tennis Masters Cup (0) |
| ATP Masters Series (0) |
| ATP Tour (0)           |
| Challengers (3)        |

| N. | Data | Torneio        | Piso   | Oponente na final | Placar   |
| 1. | 2002 | Salinas        | Duro   | Ricardo Mello     | 6–3, 6–4 |
| 2. | 2008 | Salinas        | Duro   | Diego Junqueira   | 6–2, 6–2 |
| 3. | 2008 | Tunica Resorts | Saibro | Carsten Ball      | 6–4, 6–4 |

### Vice-Campeonatos (3)
| N. | Data | Torneio | Piso | Oponente na final | Placar   |
| 1. | 2002 | Gramado | Duro | Júlio Silva       | 4–6, 2–6 |
| 2. | 2003 | Salinas | Duro | Giovanni Lapentti | 3–6, 4–6 |
| 3. | 2008 | Humacao | Duro | Gilles Muller     | 5–7, 6–7 |